# ベンジャミン・ウォーフィールド

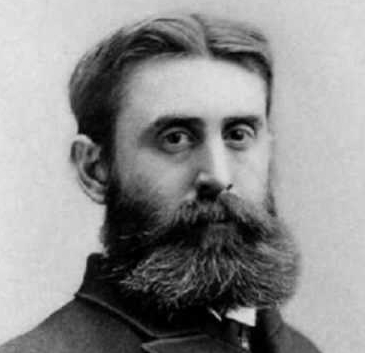
B・B・ウォーフィールド

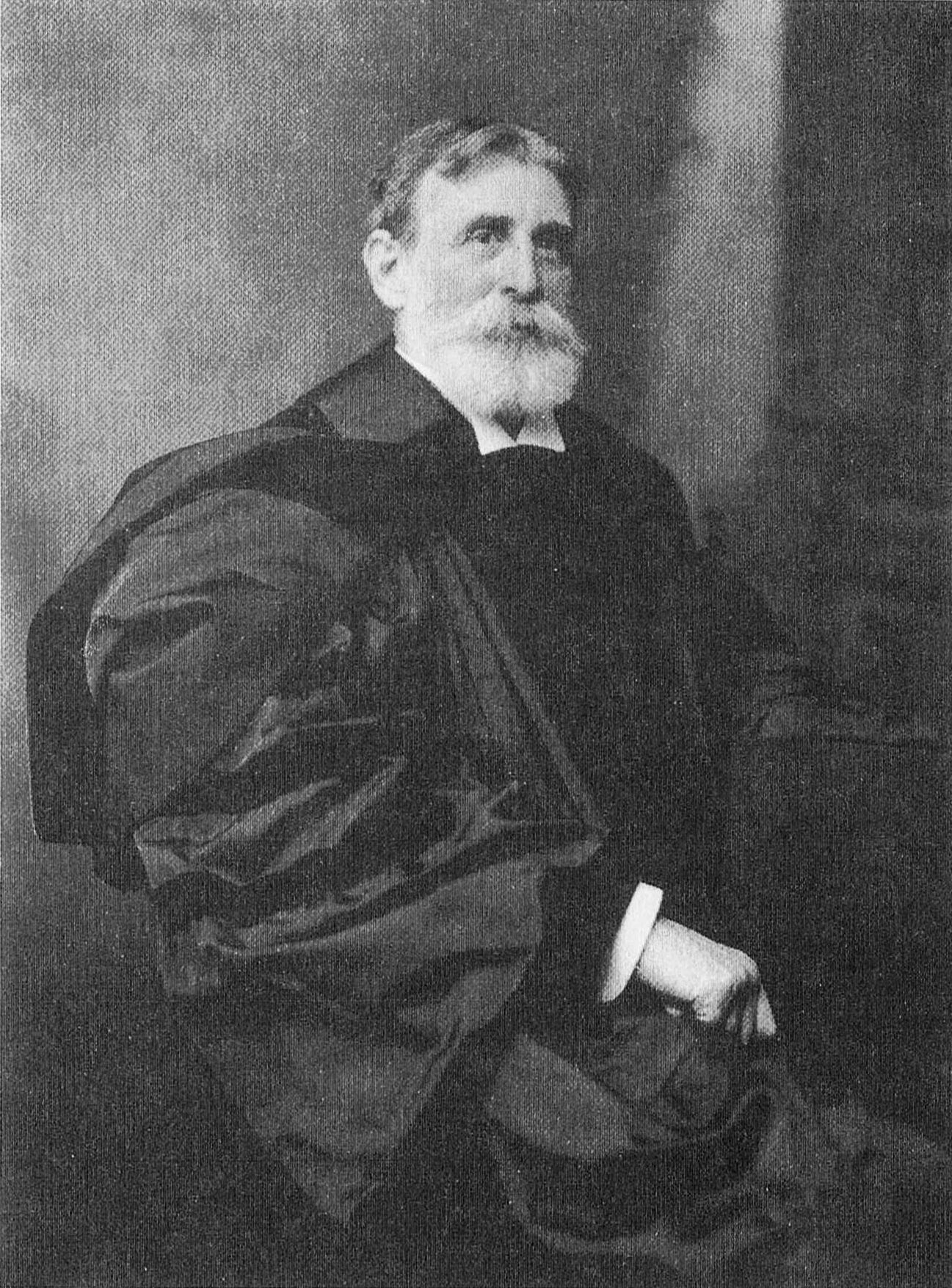
1887-1921年までプリンストン神学校教授

ベンジャミン・ブレッキンレッジ・ウォーフィールド（Benjamin Breckinridge Warfield、1851年11月5日 – 1921年2月16日）は、プリンストン神学校の校長。神学者、聖書学者、牧師。保守的な長老派教会のある者は、プリンストン神学校がウェストミンスター神学校、正統長老教会に分裂する1929年以前の、最後の偉大なプリンストン神学者だったと考えている。

## ミニストリー
1879年4月26日に按手礼を受ける。1881年にA・A・ホッジと共著で聖書の霊感に関する論文を書いた。それは、学問的で強力に聖書の無誤性を弁護するものであった。彼は多くの著書で、聖書の無誤性の教理が19世紀由来のものではなく、正統的なキリスト教会の教えであることを示した。彼は自由主義神学（リベラル）を論駁することに情熱を傾けた。

## 神学
松尾武は、ウォーフィールドが聖書に対する最も徹底した信仰をもっていたと評価しており、その信仰はウォーフィールドの三段階描写としてあらわされるものである。それは、三位一体的な有神論の主張、罪人に対する恩恵的救済という福音主義のもっとも純粋な形の保持、救いは神の選びの意志に基づいて行われるという差別主義の堅持である。

## 著書
- 『聖書の霊感と権威』日本カルヴィニスト協会訳 小峯書店
- 『基督教の本質と基督の十字架』岡田稔訳
- 『基督なき基督教』岡田稔訳
- 『基督教原理入門』岡田稔訳 一粒社